# More Monsters and Sprites
More Monsters and Sprites – trzeci minialbum amerykańskiego producenta muzycznego Skrillexa, wydany 7 czerwca 2011 roku. Jest kontynuacją poprzedniego albumu Scary Monsters and Nice Sprites. 23 listopada 2012 została wydana specjalna winylowa edycja ze zmienioną listą utworów.

## Lista utworów
1. "First of the Year (Equinox)" - 4:22
2. "Ruffneck (Flex)" - 4:43
3. "Ruffneck (FULL Flex)" - 3:46
4. "Scary Monsters and Nice Sprites" (Dirtyphonics Remix) - 4:51
5. "Scary Monsters and Nice Sprites" (Phonat Remix) - 3:40
6. "Scary Monsters and Nice Sprites" (The Juggernaut Remix) - 3:54
7. "Scary Monsters and Nice Sprites" (Kaskade Remix) - 8:04

Wydanie na iTunes
1. "Rock 'N' Roll (Will Take You to the Mountain)" (teledysk) - 4:35

Specjalne edycja Mortal Kombat 9
1. "Reptile's Theme" - 3:57
2. "Cinema" (Skrillex Remix) (Benny Benassi feat. Gary Go) - 5:04

Wydanie winylowe
1. "First of the Year (Equinox)" - 4:22
2. "Ruffneck (Flex)" - 4:43
3. "Ruffneck (FULL Flex)" - 3:46
4. "Weekends!!!" (feat. Sirah) - 4:51
5. "Weekends!!!" (Zedd Remix) (feat. Sirah) - 3:40